# 哈里森鎮區 (印地安納州諾克斯縣)
哈里森鎮區（英語：Harrison Township）是位於美國印地安納州諾克斯縣的一個行政鎮區。

## 地方資料
根據2010年美國人口普查的數據，哈里森鎮區的面積為208.10平方千米，當中陸地面積為204.90平方千米，而水域面積為3.20平方千米。當地共有人口1916人，而人口密度為每平方千米9.21人。